# La bella maledetta
La bella maledetta (Das blaue Licht) è un film del 1932 diretto da Leni Riefenstahl, all'esordio nella regia.

## Trama
1932: una giovane coppia giunge in una locanda dell'Ampezzano, con l'intento di spingersi sulla vetta del Monte Cristallo l'indomani mattina (dalle immagini si nota che il monte è inserito nel gruppo del Brenta e le foto chiaramente riprendono il Crozzon di Brenta). La donna nota subito il ritratto di una bellissima ragazza, e chiede all'albergatore quale sia il suo nome. L'uomo, dopo un breve tentennamento, le porta un grosso libro, nel quale è trascritta per intero la storia di Junta, colei che portò floridezza al paese con la sua sventura.
Nell'anno 1800, in un fiabesco villaggio, l'intera comunità emargina la bella Junta, fanciulla poverissima e selvaggia, colpevole di essere l'unica creatura umana in grado di raggiungere la vetta del Monte Cristallo: tutti coloro che si sono cimentati nell'ardua impresa, infatti, attirati dalla misteriosa luce blu emanata dalla montagna durante le notti di luna piena, hanno perso la vita - incapaci di aver ragione delle asperità rocciose. Per questo motivo, l'invidia e l'ignoranza dei paesani li porta all'assurdo convincimento che Junta sia nientemeno che una strega diabolica, e che abbia scagliato una maledizione sull'intero villaggio.
La ragazza, invece, ha solo il dono di saper vivere in piena simbiosi con la natura, e di accettarne i misteri: anch'ella inspiegabilmente attirata dall'inquietante luce blu del maestoso picco, nelle notti di plenilunio ne risale abilmente la china e si addentra negli anfratti più reconditi, restando in estasi di fronte ai meravigliosi cristalli colorati custoditi dalla montagna, come in un grembo materno di cui lei stessa si sente figlia.
Dopo l'ennesimo lutto (il giovane Silvio cade nel tentativo di arrampicarsi sulla montagna illuminata dalla luna piena), i paesani inseguono l'infelice Junta con la volontà di lapidarla, credendola responsabile di tanta sfortuna: solo il pronto intervento di un coraggioso forestiero (Vigo, pittore di paesaggi ammaliato dalla bellezza dei luoghi ed affascinato dalla ragazza), permetterà alla selvatica fanciulla di sfuggire alla furia dei valligiani. Vigo seguirà poi Junta sino oltre la valle - dove la ragazza si è rifugiata a vivere in compagnia di un giovanissimo pastorello - e ne saprà conquistare la fiducia: nonostante l'incomunicabilità fra i due (lui parla solo tedesco, lei un rozzo italiano), si accende un dolce e puro sentimento d'amore. Vigo decide di fermarsi a vivere con Junta ed il pastorello, un bambinetto di nome Guzzi (un poco geloso della presenza dell'uomo, sentendosi sottratto all'affetto di Junta).
Durante un plenilunio, Vigo segue Junta sin nel ventre del Monte Cristallo, dimostrandosi egli stesso altrettanto agile nella scalata, e scopre l'immenso giacimento di cristalli: stupefatto, scorge la ragazza cadere in un'estasi quasi mistica di fronte alla luce riflessa dalla luna sulle preziose concrezioni cristalline, e si convince della necessità di riconciliare Junta con la comunità paesana - che potrebbe finalmente benvolerla, se solo gli abitanti del villaggio comprendessero a quale favolosa ricchezza ella potrebbe condurli. Disceso a valle, Vigo convince i paesani e, svelando loro il percorso seguito da Junta ed i modi con i quali superare gli aspri crepacci, organizza una spedizione verso il Monte Cristallo: equipaggiati di ceste e picconi, gli uomini del gruppo salgono sino alla grotta di Junta ed asportano tutti i cristalli, dei quali faranno poi ricco commercio. Il paesello diventa così un'amena località, nella quale l'idea della maledizione è del tutto fugata, e dove il plenilunio è motivo di grandi festeggiamenti...
Ma quando Junta tornerà nella grotta del Monte Cristallo e troverà solo le pareti nude, ormai spoglie dei lucenti cristalli blu, presa dallo sgomento si abbandonerà nel vuoto. Solo quando avrà trovato il cadavere della sua piccola Junta e lo stringerà fra le braccia, Vigo capirà di averle sottratto l'unica sua ragione di vita: quell'essenza misteriosa della natura che era la sua vera ricchezza.

## Distribuzione
È stato pubblicato in DVD negli Stati Uniti dalla Pathfinder Home Entertainment nel 2006, con il titolo The Blue Light e i dialoghi parzialmente in tedesco e parzialmente in italiano. Il DVD include anche una versione muta, della durata di 52 minuti.

## Critica
Il Dizionario Mereghetti definisce la struttura narrativa «piuttosto elementare», ma loda «la ricercatezza e la bellezza delle inquadrature». Per il Dizionario Morandini il film «ha un indubbio fascino visivo», ma «è di un'ingenuità enfatica che sfiora il ridicolo».

## Riconoscimenti
Nel 1934 è stato indicato tra i migliori film stranieri dell'anno dal National Board of Review of Motion Pictures.